# Variaciones y fuga sobre un tema de Händel

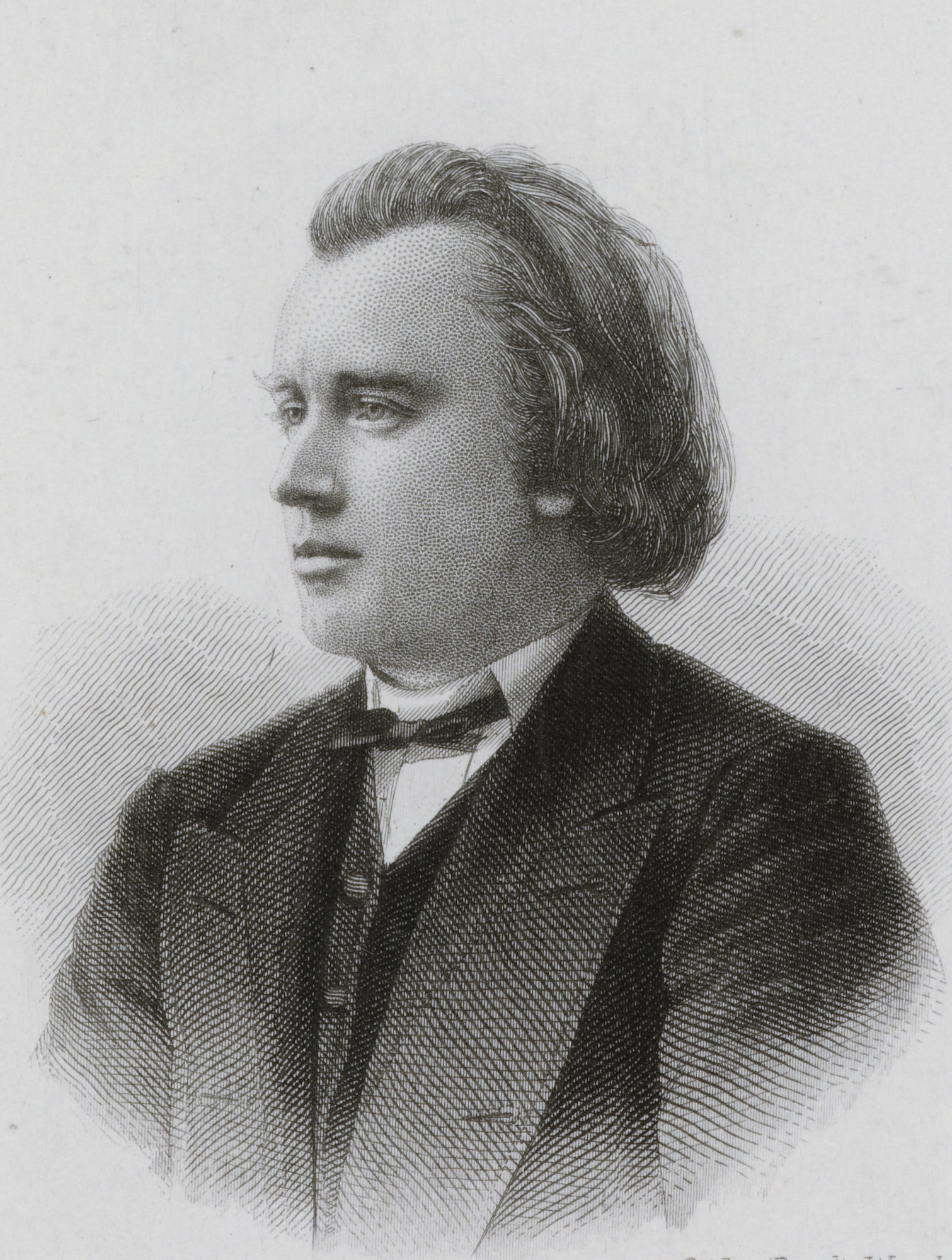
J. Brahms (1860)

Las variaciones y fuga sobre un tema de Händel, op. 24 fueron compuestas por Johannes Brahms en septiembre de 1861 para celebrar el aniversario de Clara Schumann que las estrena el mismo año en Hamburgo. Están entre las piezas para piano más conocidas del compositor. Preceden a las Variaciones sobre un tema de Paganini, op. 35 y son contemporáneas del primer sexteto para cuerdas y los dos cuartetos para piano op. 25 y 26.
El tema sobre el que se basan las variaciones pertenece al aria de la primera suite para clavecín de Georg Friedrich Haendel escrita en 1733 (Suite 1 en si bemol, HWV 434).
La pieza está estructurada en un aria (el tema original), veinticinco variaciones y una fuga.
El compositor Donald Tovey ha calificado la obra entre "la media docena de mejores conjuntos de variaciones jamás escritos". El compositor Jan Swafford describe las Variaciones como "quizás el mejor conjunto de variaciones para piano desde Beethoven", y agrega: "Además de un desarrollo magistral de las ideas que concluye con una fuga exuberante con un acabado estruendoso, la obra es esencialmente de Brahms en otras maneras: el relleno de las formas tradicionales con nueva energía e imaginación; el eclécticismo histórico capaz de comenzar con una pequeña y galante melodía de Händel, con adornos barrocos e integrarla perfectamente en su propia voz, en una obra de enorme alcance y de una variedad deslumbrante."

## Trasfondo

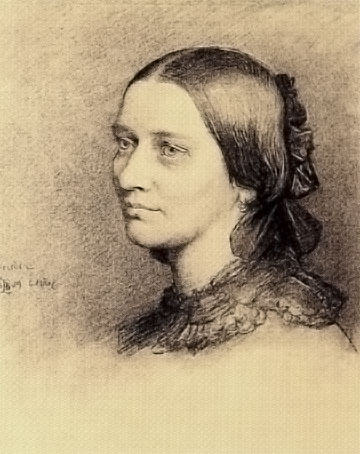
E Bendemann - Clara Schumann (Kohlezeichnung 1859)

Las Variaciones Händel fueron escritas en septiembre de 1861 después de que Brahms, de 28 años, abandonara el trabajo que había estado realizando como director del coro de mujeres de Hamburgo (Frauenchor) y se mudara de los estrechos y destartalados apartamentos de su familia en Hamburgo a su propio apartamento en el tranquilo suburbio de Hamm, iniciando un período altamente productivo que produjo "una serie de primeras obras maestras". Escrita de una tirada en septiembre de 1861, la obra está dedicada a una "querida amiga", Clara Schumann, viuda de su mentor Robert Schumann. Se la presentó en su 42 cumpleaños, el 13 de septiembre. Casi al mismo tiempo, su interés y dominio del piano también se manifiesta en la escritura de dos importantes cuartetos para piano, en sol menor y la mayor. Apenas dos meses después, en noviembre de 1861, produjo su segunda serie de Variaciones Schumann, op. 23, para piano a cuatro manos.

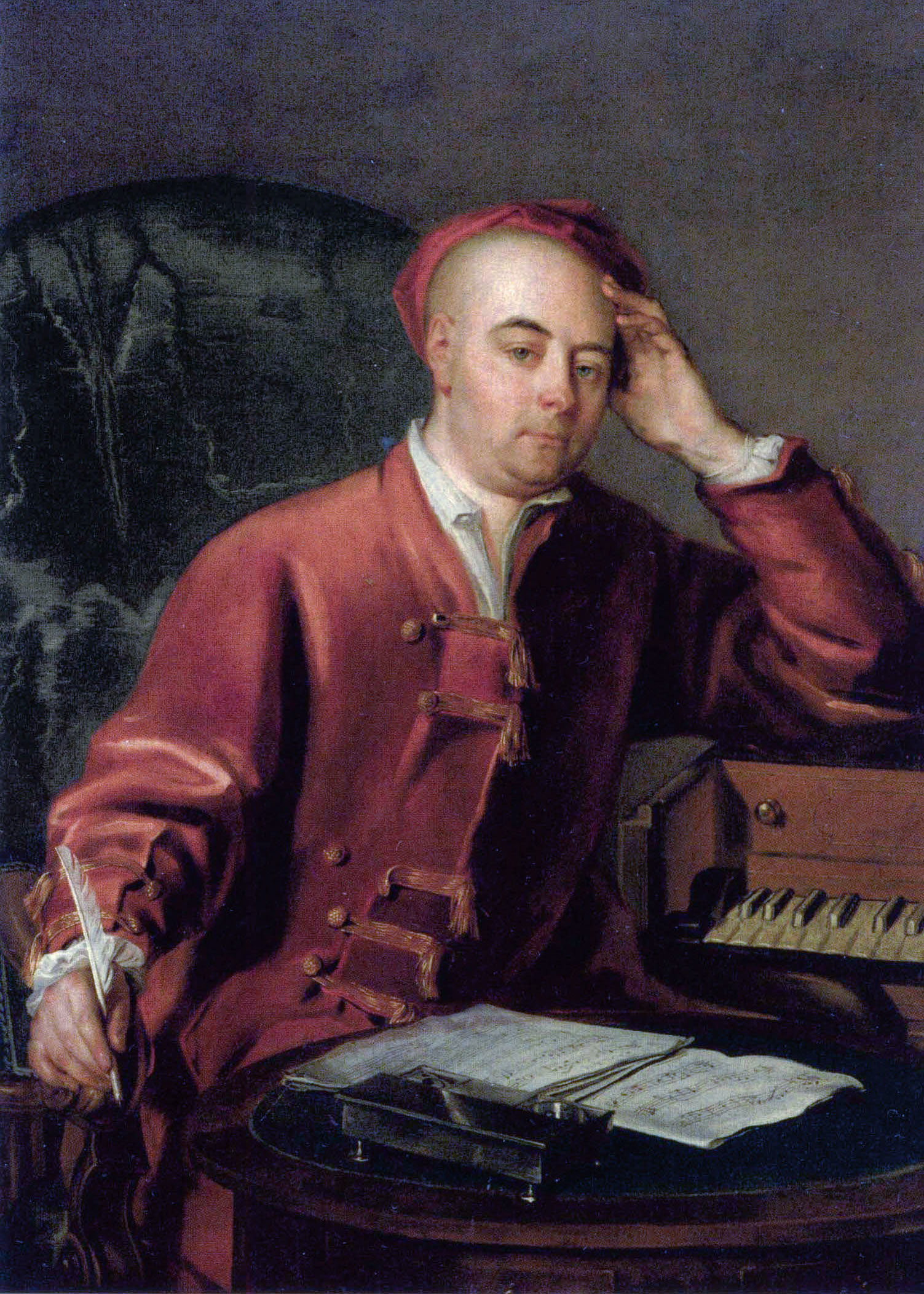
Retrato de Händel por Ph. Mercier 1730

Desde sus primeros años como compositor, la variación fue una forma musical de gran interés para Brahms. Antes de las Variaciones Händel, había escrito otros conjuntos de variaciones, además de utilizar variaciones en el movimiento lento de su Op. 1, la Sonata para piano en do mayor y en otras obras de cámara. Cuando apareció en escena, las variaciones estaban en declive, "poco más que una base para escribir paráfrasis de sus canciones favoritas". En la obra de Brahms la forma volvió a recuperar su grandeza.
Brahms había estado emulando modelos barrocos durante seis años o más. En particular, entre el momento en que escribió sus dos conjuntos de variaciones para piano anteriores (n.° 1, Once variaciones sobre un tema original, en re mayor (1857) y n.° 2, Catorce variaciones sobre una melodía húngara, en re mayor (1854)), op. 21, y las Variaciones Händel, op. 24, Brahms hizo un estudio cuidadoso de "modelos históricos más rigurosos, complejos, entre otros preludios, fugas, cánones y los entonces oscuros movimientos de danza del período barroco".  Los resultados de estos estudios históricos se ven en su elección de Händel para el tema, así como en su uso de formas barrocas, incluida la forma de danza siciliana (Var. 19) de la escuela francesa de Couperin y , en general, el uso frecuente de técnicas contrapuntísticas en muchas variaciones.
Un aspecto de su enfoque de la escritura de variaciones se hace explícito en varias cartas. "En un tema para un conjunto de variaciones, casi sólo el bajo tiene algún significado para mí. Pero este es sagrado, es la base firme sobre la que luego construyo mis melodías... En el bajo dado, invento algo realmente nuevo, descubro nuevas melodías en él." 

    Identificando el bajo como la esencia del tema,...Brahms abogó por usarlo para controlar la estructura y el carácter de las variaciones individuales y de todo el conjunto. Pero con esto aparentemente no se refería a mantener en las variaciones la línea de bajo del tema o incluso sus armonías... Inventar algo realmente nuevo y descubrir nuevas melodías en el bajo le da al bajo un papel a la vez pasivo y activo. Mientras mantiene la estructura del tema (el bajo pasivo, por así decirlo), Brahms puede crear activamente melodías y patrones figurativos (incluidas melodías "descubiertas" en el bajo), proyectar diferentes texturas contrapuntísticas y recurrir a un vocabulario armónico ampliado, interpretando a veces la melodía como el bajo de la armonía o considerando versiones mayores y menores o sostenidas y bemoles del mismo pasaje como igualmente válidas y disponibles. El resultado es una gran diversidad de expresión y carácter basada en una concepción relativamente estricta del material "dado".

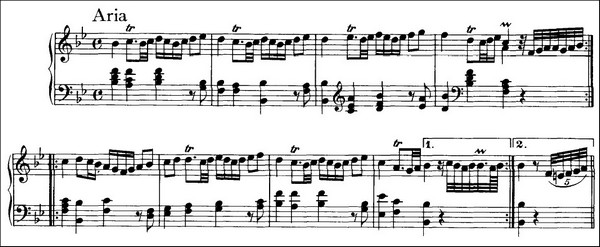
Händel Var Tema

Brahms también tuvo muy en cuenta el carácter del tema y su contexto histórico. A diferencia del gran modelo de las Variaciones Diabelli de Beethoven, donde las variaciones se alejaban ampliamente del carácter del tema, las variaciones de Brahms expresaban y desarrollaban el carácter del tema. Debido a que el tema de las variaciones de Händel se originó en la época barroca, Brahms incluyó formas de la época como una siciliana, una musette, un canon y una fuga.

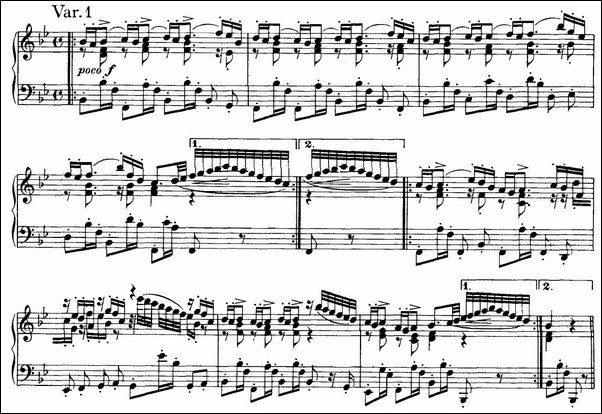
Händel Var Var01

En 1861 al no estar plenamente consolidado en su carrera, Brahms tuvo que luchar para que se publicara la obra. Escribió a la editorial Breitkopf & Härtel: "No estoy dispuesto, ante el primer obstáculo, a renunciar a mi deseo de ver esta, mi obra favorita, publicada por usted. Si, por lo tanto, es principalmente el elevado precio lo que le impide aceptarla, estaré encantado de entregársela por 12 Friedrichsdors o, si aún le parece demasiado alto, por 10 Friedrichsdors. Espero que no piense que saqué arbitrariamente de la nada el importe inicial. Considero que esta obra es mucho mejor. que las anteriores; creo que también se adapta mucho mejor a las exigencias de interpretación y, por tanto, será más fácil de comercializar..."

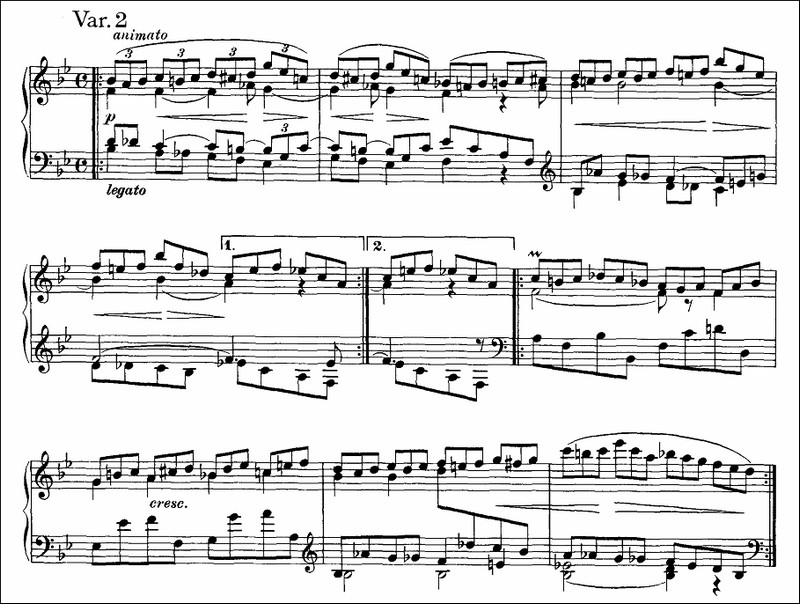
Händel Var Var02

El tema de las Variaciones Händel está tomado de un aria del tercer movimiento de la Suite para clavecín n.º 1 de Händel en si ♭ mayor, HWV 434 (Suites de pièces pour le clavecin, publicado por J. Walsh, Londres 1733 con cinco variaciones). El propio Brahms poseía una copia de la Primera Edición de 1733. El atractivo del aria para Brahms podría haber sido su simplicidad: su rango está restringido a una octava; la armonía es sencilla, con cada nota tomada de la escala del si bemol mayor; "constituyó un punto de partida admirablemente neutral". Mientras que Händel había escrito sólo cinco variaciones sobre su tema, Brahms amplió el alcance de su obra a 25 variaciones que terminaban con una fuga extendida. El uso que hace Brahms del tema de Händel ejemplifica su amor por la música del pasado y su tendencia a incorporarla y transformarla en sus propias composiciones.

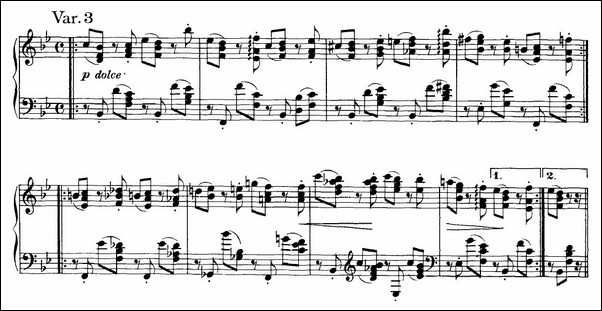
Händel Var Var03

Sobre el concepto general de la obra, Malcolm MacDonald escribe: "Algunos de los modelos de Brahms en esta obra monumental son bastante fáciles de identificar. En la escala y ambición de su concepción, tanto las Variaciones Goldberg de Bach como las Variaciones Diabelli de Beethoven deben haber ejercido una poderosa influencia generalizada. En características específicas de la forma, las Variaciones 'Heroica' de Beethoven son un paralelo más cercano. Pero la estructura general es original de Brahms ". Y MacDonald sugiere lo que podría haber sido una fuente de inspiración más contemporánea, las Variaciones sobre un tema de Händel, op. 26, de Robert Volkmann. "Brahms bien podría haber conocido esa obra extensa y a menudo admirable, publicada tan cercanamente como en 1856, que Volkmann basó en el tema llamado 'Harmonious Blacksmith' del Ária con variaciones de la Suite para clavecín en mi mayor de Händel".

## Partituras autógrafas y recepción
Brahms tituló la primera partitura autógrafa “Variaciones para una querida amiga” y se la regaló a Clara Schumann, la viuda de Robert Schumann.

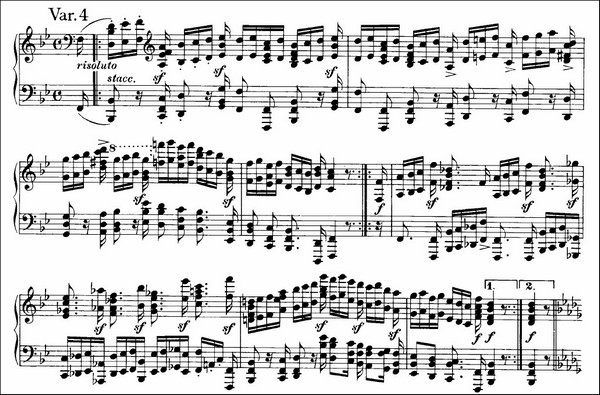
Händel Var Var04

    “Te hice estas variaciones para tu cumpleaños que todavía no has escuchado y que deberías haber practicado para tus conciertos hace mucho tiempo”.
– Brahms a Clara Schumann

Como modelo para la primera impresión en Breitkopf & Härtel, Brahms produjo una segunda partitura autógrafa, corrigiendo varias cosas e incorporando también algunas de las correcciones que ya se habían hecho en la primera partitura autógrafa. Probablemente se realizaron pequeños cambios adicionales durante la revisión. Brahms dejó impresa la dedicatoria a Clara Schumann.

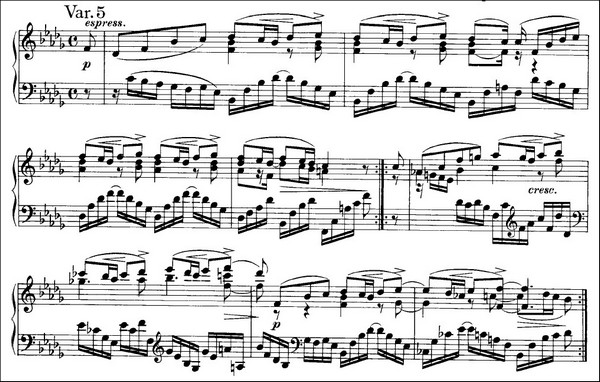
Händel Var Var05

Antes de que Breitkopf & Härtel publicara la obra en julio de 1862, Brahms la presentó en un círculo privado en Hamburgo el 4 de noviembre de 1861. Clara Schumann también la interpretó en Hamburgo el 7 de diciembre y quedó decepcionada por la apatía de Brahms. Según Clara Schumann, Brahms dijo que “ya no podía escuchar las variaciones; era terrible para él tener que escuchar algo sobre sí mismo, quedarse sentado sin hacer nada […]”. El propio Brahms interpretó públicamente su Op. 24 un total de dieciocho veces en Hamburgo, Oldenburg, Viena, Zúrich, Budapest, Dresde y Copenhague. En negociaciones con los editores Breitkopf & Härtel, describió esta obra como su “obra favorita” y la consideró “mucho mejor que sus obras anteriores y también mucho más tocable y, por tanto, más fácil de distribuir”.

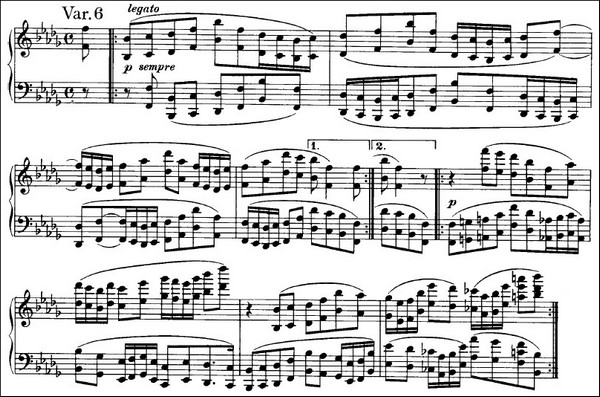
Händel Var Var06

En el único encuentro personal con Richard Wagner en su apartamento de Viena el 6 de febrero de 1864, Brahms tocó su op.24 según Max Kalbeck “por petición expresa de Wagner”, quien luego “habló de manera convincente […] sobre todos los detalles de la composición” y colmó de reconocimiento al joven compositor” y concluyó con las palabras: “Puedes ver lo que todavía se puede lograr en las formas antiguas cuando aparece alguien que sabe cómo manejarlas.”

## Brahms y Händel

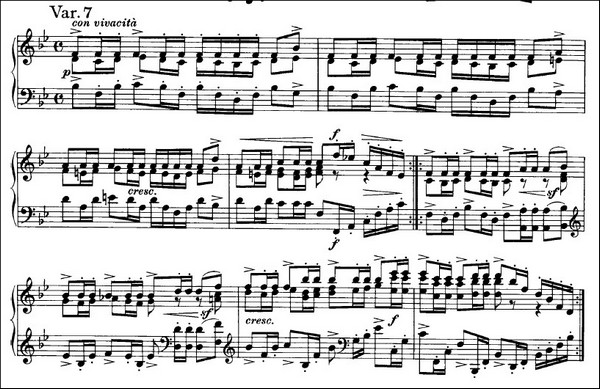
Händel Var Var07

Brahms probablemente entró en contacto con obras de Georg Friedrich Handel como alumno de Otto Friedrich Willibald Cossel y Eduard Marxsen. Según Gustav Jenner, a Brahms le encantaba la expresión “música permanente”. En la década de 1850 se ocupó de las técnicas de composición tradicionales y especialmente del contrapunto. En el 34º Festival de Música del Bajo Rin (Düsseldorf 1856) escuchó la Fiesta de Alejandro de Händel. La primera obra importante que dirigió fue El Mesías de Handel, que presentó el 30 de diciembre de 1858 en el Palacio de la Residencia Principesca de Detmold. Después de la Sociedad Bach de Leipzig, en 1856 se fundó la Sociedad Georg Friedrich Händel en Halle (Saale). Brahms fue amigo de sus fundadores Philipp Spitta y Friedrich Chrysander durante muchos años. Se interesó mucho en la publicación de las ediciones completas de Bach y Händel, que reunió, junto con las de Frédéric Chopin, Heinrich Schütz y Robert Schumann, en su biblioteca de Viena. También transcribió dos conjuntos de duetos de cámara de Händel que Chrysander había descubierto y pretendía publicar en su monumental edición de Händel.

## Estructura
En Música, imaginación y cultura, Nicholas Cook da la siguiente descripción concisa de la obra:

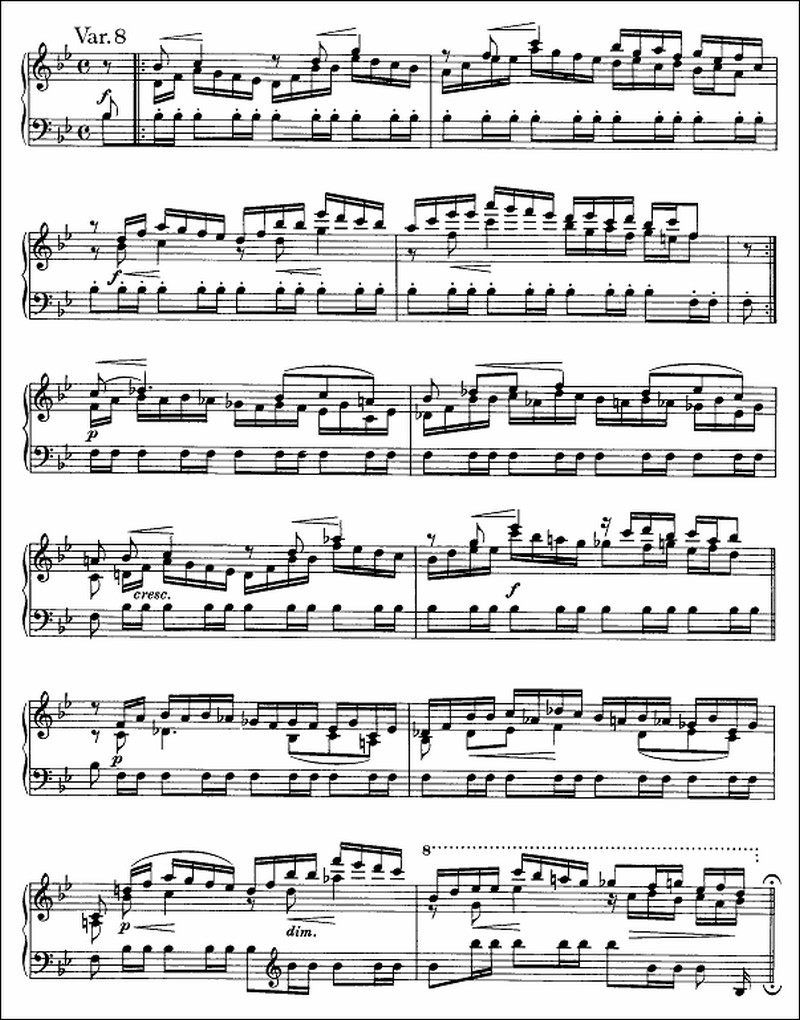
Händel Var Var08

    "Las Variaciones Händel constan de un tema y veinticinco variaciones, de igual duración cada una, más una fuga mucho más larga al final que proporciona el clímax de la obra en términos de duración, dinámica y complejidad contrapuntística. Las variaciones individuales están agrupadas de tal manera que se crean una serie de ondas, tanto en términos de tempo como de dinámica, que conducen a la fuga final, y a esta organización general se superponen una serie de patrones subordinados. Las variaciones en tónica mayor y menor se alternan más o menos entre sí; sólo una vez hay una variación en otra tonalidad (la vigésimo primera, que es en la relativa menor). Las variaciones en legato suelen ser sucedidas por las en staccato. Las variaciones cuya textura es fragmentaria son seguidas en general por otras más homofónicas... la organización del conjunto de variaciones no es tanto concéntrica (donde cada variación deriva coherencia de su relación con el tema) como relacionada con las colaterales, donde cada variación adquiere significado por su relación con la que viene antes y después de ella, o por el grupo de variaciones dentro del cual se ubica. En otras palabras, lo que da unidad al conjunto de variaciones... no es el tema como tal, sino más bien una red de 'parecidos familiares', para usar el término de Wittgenstein, entre las diferentes variaciones."

Hay diversas opiniones sobre la organización de las Variaciones Händel. John Rink, centrándose en las marcas dinámicas de Brahms, escribe:

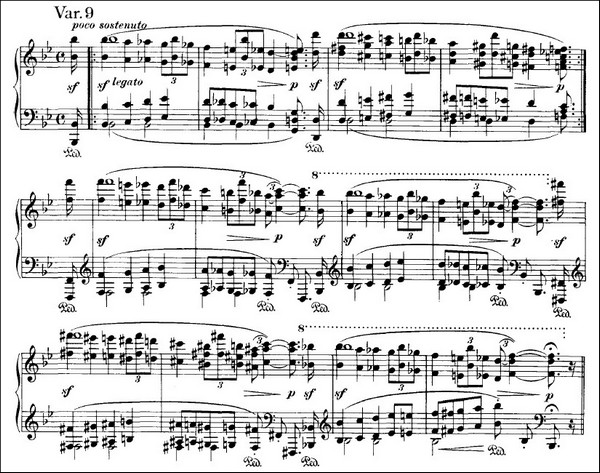
Händel Var Var09

    "Brahms se esfuerza por controlar el nivel de intensidad a lo largo de las veinticinco variaciones, manteniendo un estado de flujo en la primera mitad y luego manteniendo la temperatura perceptiblemente baja después del pico en las Variaciones 13-15 hasta el 'crescendo' masivo hacia la fuga. que comienza en la Variación 23. Así, encontramos una sensibilidad al movimiento y al impulso que complementa (y posiblemente trasciende en importancia para el oyente) la elegancia de la estructura por la que tantos autores se han entusiasmado (legítimamente).
La unidad se mantiene, al menos en parte, mediante el uso de la armadura de si ♭ mayor por Händel durante la mayor parte del conjunto de la obra, variando solo con unas pocas excepciones en la tónica menor, y repitiendo la estructura de cuatro compases y dos partes de Händel, en la mayor parte del trabajo.

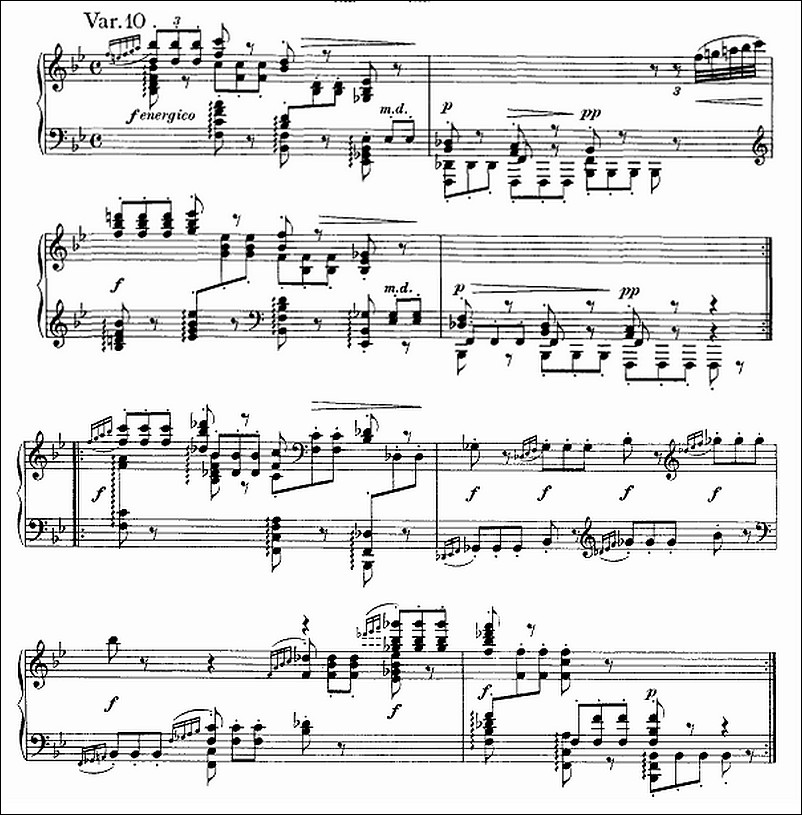
Händel Var Var10

## Variaciones

### Tema. Aria
El tema de Händel se divide en dos partes, cada una de cuatro compases de duración y cada una repetida. La elegante aria se mueve en majestuosas negras en compás de 4/4 con "un carácter ceremonial propio de su época". Las progresiones armónicas son elementales. La melodía consta de una figura de un compás en la mano derecha que consta principalmente de un trino y un giro; se repite en secuencia ascendente tres veces seguidas de una cuarta repetición descendente; un adorno decorativo termina la primera mitad de la variación, que luego se repite. La mano izquierda toca acordes sólidos como apoyo en todo momento, tres acordes de negra en cada compás que marcan el ritmo, seguidos de un acorde rítmico de corchea que conduce al siguiente compás y enfatiza su primer tiempo. La segunda mitad sigue un patrón similar, variado principalmente por alteraciones en los giros.

### Variación 1

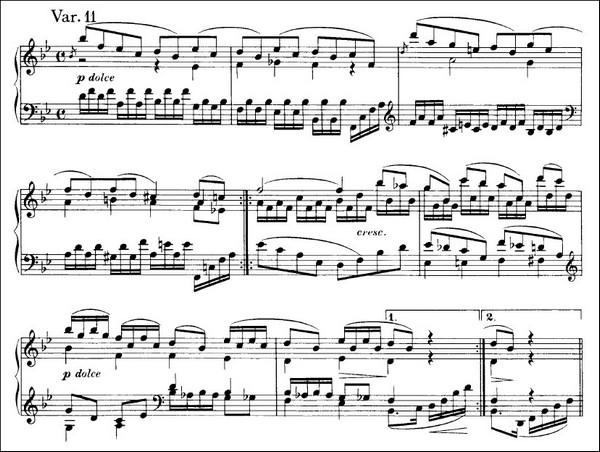
Händel Var Var11

La primera variación de Brahms se mantiene cerca de la melodía y las armonías del tema de Händel, pero cambia su carácter por completo. Utiliza el staccato en todas partes y sus acentos sincopados son claramente no barrocos. La marca dinámica poco f (un poco más fuerte) también la separa claramente de la elegante aria de Händel. En cuanto al tempo, la variación parece mucho más apresurada, nítida, incluso bailable. Cada vez que la mano derecha "hace una pausa" en una corchea, la mano izquierda completa con semicorcheas. Al final de las dos secciones, Brahms reemplaza las decoraciones de Händel con brillantes recorridos ascendentes y descendentes.

### Variación 2
Las inflexiones en clave menor en las Variaciones 2 a 4 aumentan la distancia con Händel y sientan las bases para las Variaciones 5 y 6, en la tónica menor. 

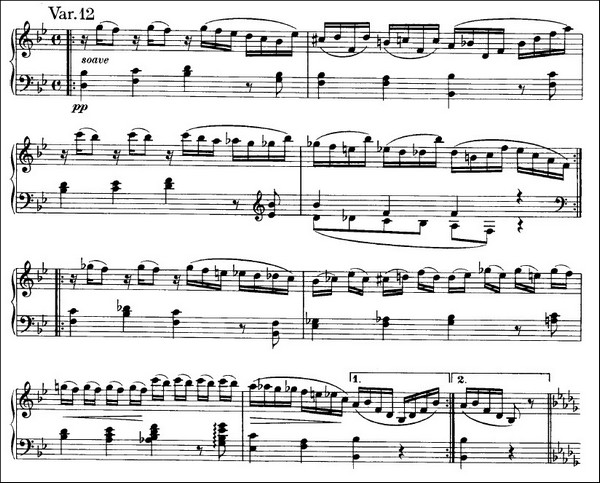
Händel Var Var12

La variación 2 es una pieza sutil con un ritmo fluido y melodioso. La complejidad se suma cuando Brahms utiliza una de sus técnicas favoritas, que se encuentra a lo largo de sus obras, con tiempo triple en una voz (en este caso, trillizos en la mano derecha) contra tiempo doble en la otra. Si bien recuerda explícitamente la melodía del tema de Händel, el cromatismo de esta variación aumenta la sensación de un mundo más allá del Barroco. En la primera mitad, el patrón es el de frases que suben en la escala con un crescendo y luego desaparecen en un decrescendo más corto. La segunda mitad sube tanto en tono como en dinámica hasta un clímax, para luego caer rápidamente. Hay una transición suave a la siguiente variación.

### Variación 3
La elegante tercera variación, marcada como dolce, avanza a un ritmo más pausado, proporcionando una sensación de calma después de dos variaciones bastante densas. También proporciona un contraste muy necesario con la siguiente atronadora variación. Las manos derecha e izquierda se alternan y se superponen, la izquierda imita a la derecha en un patrón de tres corcheas. La primera nota de cada grupo se toca entrecortada, lo que aumenta la sensación de ligereza. 

### Variación 4

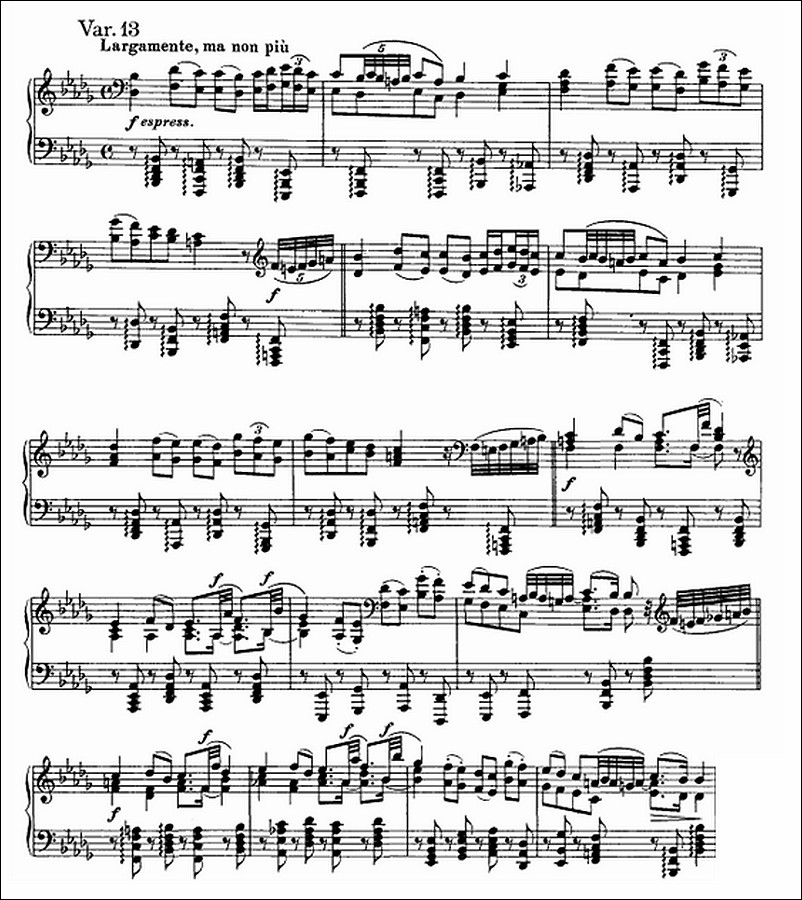
Händel Var Var13

La cuarta variación, marcada como risoluto, es una obra maestra, con semicorcheas tocadas en octavas con ambas manos, acentos fuertes (los sforzandos frecuentemente se enfatizan con acordes de seis notas) y clímax que se elevan una octava más alta que el tema de Händel. El ritmo cargado y sincopado pone el énfasis en la última semicorchea de casi cada compás. Aunque no se dan indicaciones de tempo, esta variación suele interpretarse a gran velocidad.

### Variación 5
Después de los poderosos sonidos de la variación anterior, la quinta variación lírica comienza tranquilamente. El cambio de humor se enfatiza con un cambio a la tónica menor. Esta es la primera variación en una tonalidad diferente a la de Händel. Numerosos pequeños crescendos y decrescendos subrayan la marca espressiva. La melodía asciende a un ritmo mesurado en corcheas mientras la mano izquierda acompaña con acordes rotos en semicorcheas en movimiento contrario. El ambiente es pacífico y tranquilo. Se crea un emparejamiento entre esta variación y la siguiente mediante el uso de la armadura de clave menor de la tónica y el movimiento contrario.

### Variación 6

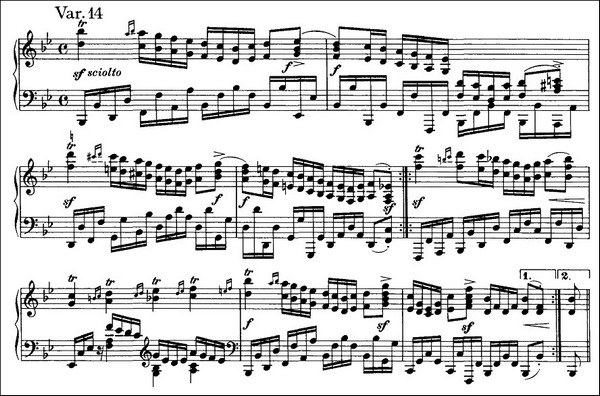
Händel Var Var14

Al igual que la variación anterior, esta pieza está en la tónica menor y presenta movimiento contrario, y los motivos de las dos variaciones son similares. Marcada como p sempre con fraseo legato, la Variación 6 tiene un tono silencioso y misterioso. El ritmo es mesurado, ya que ambas manos están escritas principalmente en corcheas con secuencias cortas de semicorcheas que proporcionan variedad. Aquí Brahms utiliza el contrapunto en forma de un canon de dos partes en octavas, incluido un canon invertido para varios compases en la segunda mitad.

### Variación 7

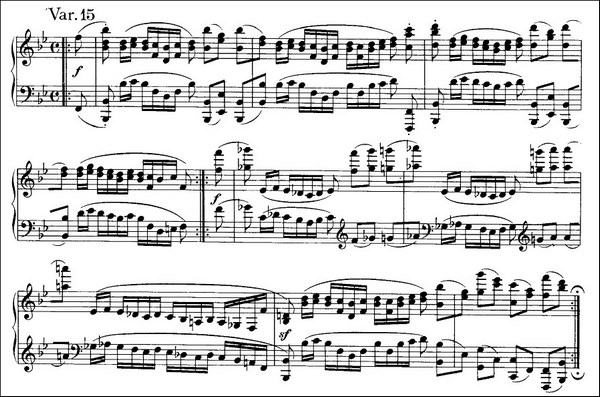
Händel Var Var15

Haciéndose eco del emparejamiento de las Variaciones 5 y 6, la séptima variación está emparejada con la octava. Volviendo al si bemol mayor original de Händel, la Variación 7 es rápida, emocionante, animada y fundamentalmente rítmica por naturaleza. Un efecto de tamborileo sostenido se crea mediante la repetición enfática de sus notas superiores y un ritmo entrecortado a lo largo de las tres voces. Numerosos acentos añaden mayor énfasis al carácter altamente rítmico de esta variación: en algunos compases de la primera mitad, los acentos se colocan en el último tiempo del compás, mientras que en la segunda mitad, los acentos son aún más numerosos, excepto el último de cada compás. Cada mitad termina en un pico de emoción, marcado como fuerte con arpegios en movimiento contrario. El final conduce sin problemas a la 8.

### Variación 8

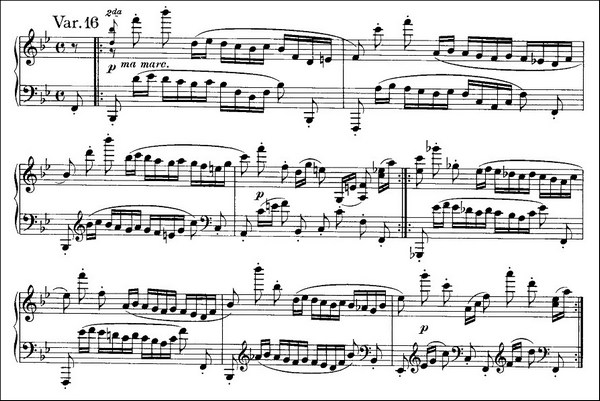
Händel Var Var16

La Variación 8 continúa la excitación rítmica de la Variación 7, la mano izquierda golpea, en la misma nota una y otra vez, el mismo ritmo anapéstico que la variación anterior. Después de unos compases, las dos voces de la mano derecha se invierten. Una fermata al final proporciona un momento de silencio antes de que comience la variación 9 y señala el final de la primera sección.

### Variación 9
La variación 9 ralentiza el ritmo de la serie, con una sensación de grandeza a medida que tanto los agudos como los graves se mueven en octavas majestuosas. La pieza es muy cromática y, como varias variaciones anteriores, los agudos y los graves están en movimiento contrario en todas las partes. Cada frase de dos compases comienza con dos acordes exclamativos, como si hiciera sonar una llamada de alarma. La variación comienza una octava más alta que el tema de Händel, y su patrón repetido de dos compases asciende continuamente, aumentando en tensión, hasta el clímax, cuando alcanza dos octavas completas más arriba que el tema de Händel.

### Variación 10

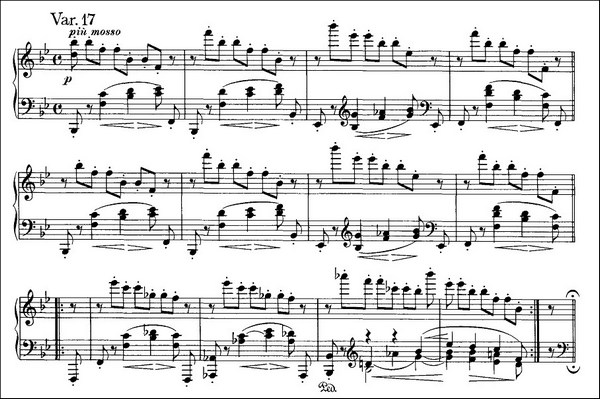
Händel Var Var17

A diferencia de la anterior, la Variación 10 es un Allegro energico, rápido y estimulante. Su efecto resulta bastante extraño y suena casi desprovisto de melodía, ya que las notas principales del tema están dispersas en varios registros. La primera mitad consta de una serie de gestos sorprendentes que comienzan con acordes grandes y fuertes (fa energético) en los registros más altos, seguidos de ecos progresivamente más bajos, que terminan profundamente en el bajo en una serie de notas individuales que crean un gran clímax.

### Variación 11

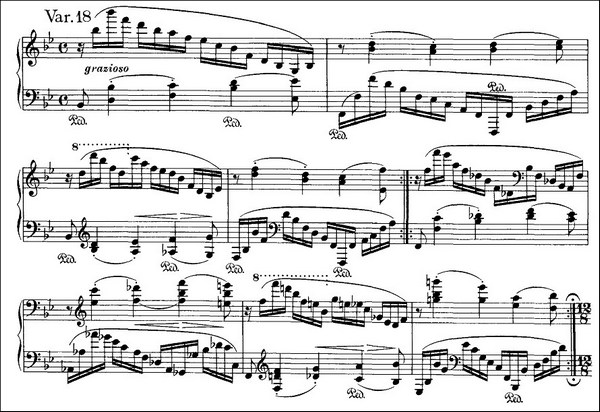
Händel Var Var18

Después de la tensión de las Variaciones 7 a 10, las dos variaciones siguientes son dulces y melódicas. La variación 11 utiliza el contrapunto y tiene un aire simple y agradable con su ritmo firme como una roca en la mano derecha mientras que la mano izquierda simplemente toca dos notas al unísono. Las variaciones 11 y 12 son otro ejemplo del emparejamiento de variaciones tan característico de esta obra.

### Variación 12
La tranquilidad y la delicadeza de la Variación 12 preparan el regreso de la tónica menor oscura en la Variación 13. El juego de la mano izquierda es similar a la Variación 17, en el mismo ritmo que la mano izquierda del tema de Händel.

### Variación 13

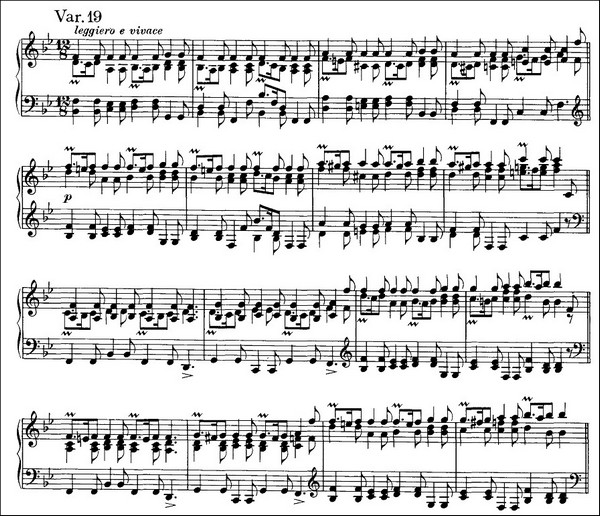
Händel Var Var19

La variación 13 vuelve a la tónica menor en un tono fúnebre. Es la variación intermedia de la obra y, en opinión de Denis Matthews, el centro emocional de la misma. Las sextas de la mano derecha tocan contra acordes redondos en la izquierda, tal vez sugiriendo tambores amortiguados. Para Tovey, el tono lúgubre sugiere una "especie de marcha fúnebre húngara", mientras que Malcolm MacDonald la ve como "florida" y como "una fantasía húngara". Aquí Brahms abandona los habituales signos de repetición porque cada pasaje que se habría repetido se escribe una octava más alto.
Las variaciones 13 y 14, aunque de carácter muy diferente, se combinan muy bien por ser rápidas y emocionantes y por el uso de sextas paralelas en la mano derecha.

### Variación 14

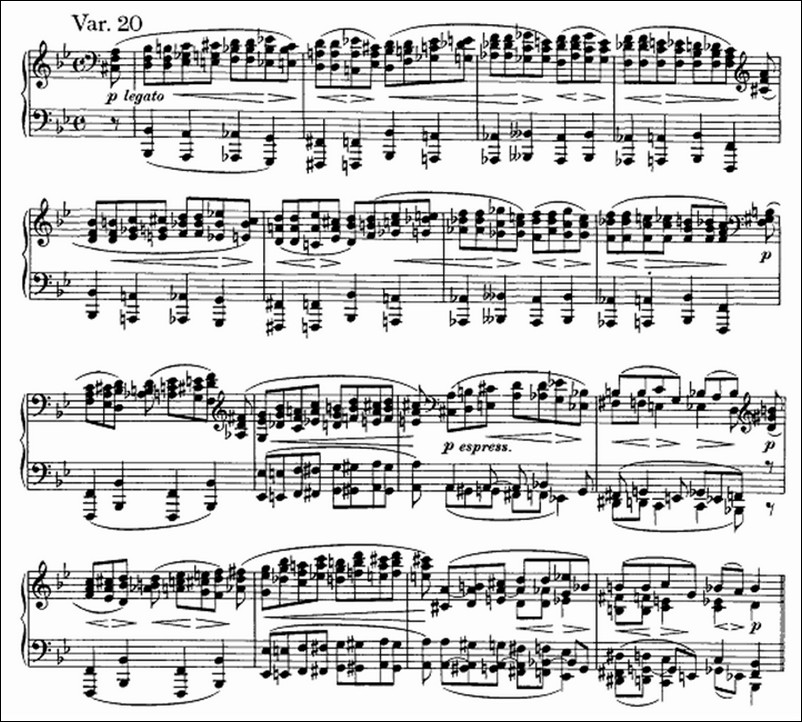
Händel Var Var20

La variación 14, marcada como sciolto ("suelta") rompe el tono fúnebre de la variación 13 y vuelve a la tonalidad original. Con sus trinos extendidos y carreras de escalas en sextas en la mano derecha contra octavas rotas en la mano izquierda, es una obra maestra de virtuosismo. El ambiente es de gran energía, entusiasmo y buen humor. El final conduce sin interrupción a la siguiente variación.
Donald Francis Tovey ve una agrupación en las Variaciones 14-18, que describe como "surgiendo una de la otra en un maravilloso decrescendo de tono y crescendo de la belleza romántica".

### Variación 15

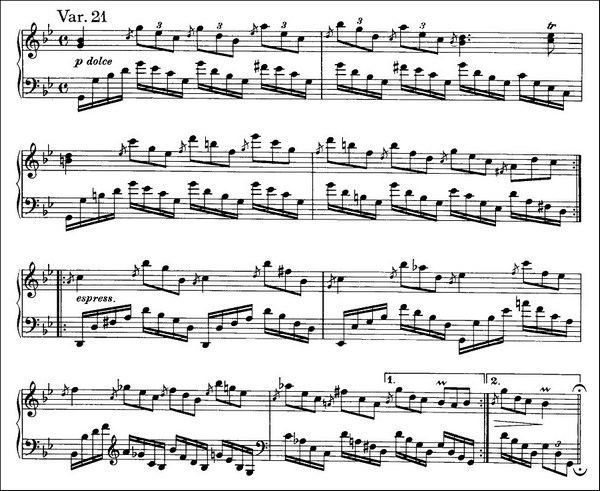
Händel Var Var21

Siguiendo sin pausa a la variación anterior, la Variación 15, marcada como forte, es una variación enérgica que se construye incesantemente hacia un clímax emocionante. Consiste en un patrón de un compás, ligeramente variado, de dos acordes declamatorios en corcheas en los registros más altos, seguidos de semicorcheas inferiores que hacen eco de los giros originales de Händel. Un ritmo optimista prominente crea una energía sincopada. Se ha apreciado en ella un estudio para el Concierto para piano n.º 2 de Brahms. Rompe el molde estructural del tema de Händel añadiendo un compás "extra". En el primer autógrafo de Brahms, las variaciones 15 y 16 éstas se colocaron en orden inverso.

### Variación 16
La variación 16 continúa desde la variación 15 como una "variación de una variación", repitiendo el patrón de dos corcheas altas seguidas de una serie de semicorcheas inferiores. También forma otra pareja con la Variación 17. Las técnicas de contrapunto barroco aparecen nuevamente en este canon, descrito por Malcolm MacDonald como "más ingenioso" que el canon de la Variación 6. La mano izquierda comienza con dos corcheas en staccato descendentes, seguidas inmediatamente en la mano derecha por las dos corcheas invertidas, cuatro octavas más arriba. En cada caso, sigue una figura en semicorcheas en imitación canónica. El efecto es ligero y estimulante.

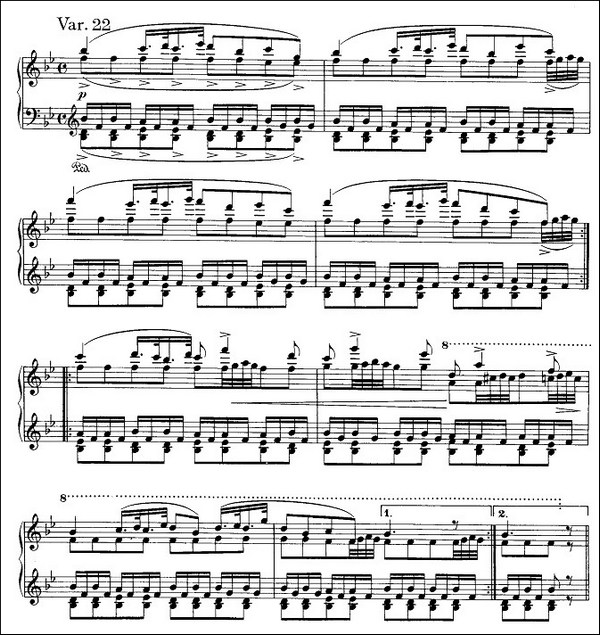
Händel Var Var22

### Variación 17
En la Variación 17, la ausencia de las semicorcheas que son tan prominentes en las dos variaciones anteriores da la impresión de una desaceleración, a pesar de la marca de più mosso. El efecto es el de gotas de lluvia que caen suavemente, con acordes rotos que descienden con gracia en la mano derecha, en piano y staccato, que se repiten a lo largo de la obra en varios tonos. Cada nota se toca dos veces, lo que aumenta la sugerencia de un ritmo pausado.

### Variación 18
Es otra "variación de una variación", combinada con la anterior Variación 17. El acompañamiento de la variación anterior, que ahora se hace eco de la melodía del aria, ahora es sincopado y se alterna entre las manos, mientras que las "gotas de lluvia" son reemplazadas por amplios arpegios.

### Variación 19

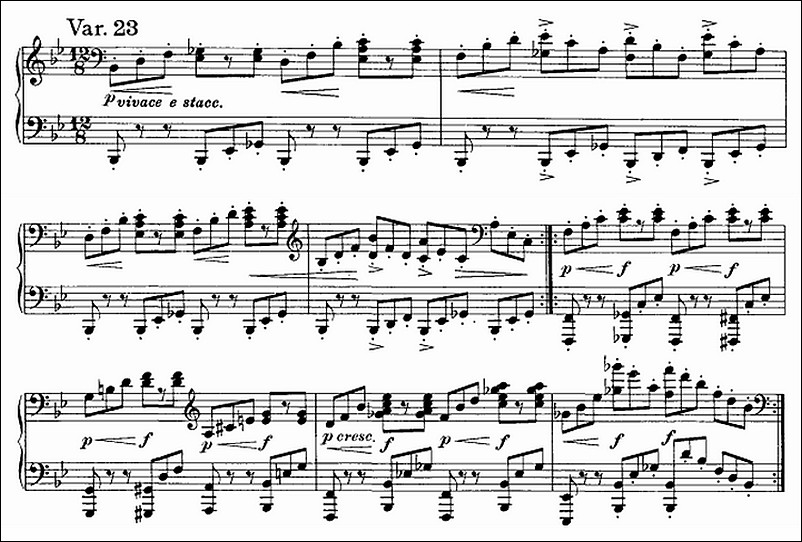
Händel Var Var23

Esta variación lenta y relajante, con su ritmo melodioso en compás de 12/8, está escrita en el estilo de danza de una siciliana francesa barroca de la escuela de Couperin (Brahms había editado la música de Couperin). Utiliza acordes casi exclusivamente en la posición fundamental, quizás como otra reminiscencia de la música "antigua". En una técnica muy utilizada por Brahms, la línea melódica está oculta en el interior. Esta variación abre una sección larga y tranquila que incluye las variaciones núms. 19 a 22, "no notablemente interrelacionados".

### Variación 20
Desde el principio, la Variación 20 avanza hacia su clímax. A diferencia de la variación anterior, tiene poco de barroca con su cromatismo tanto en agudos como en graves y sus texturas espesas (tríadas en la mano derecha contra octavas en la mano izquierda). Malcolm MacDonald se refiere a sus "progresiones de órgano".

### Variación 21

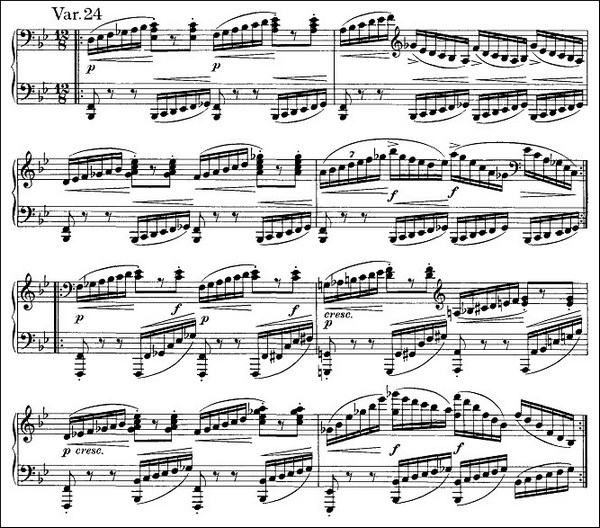
Händel Var Var24

La variación 21 pasa al relativo menor (sol menor). Al igual que la Variación 19, el tema está oculto, en este caso simplemente adornando las notas principales del tema de pasada, logrando así una sensación de ligereza. Es otro ejemplo del uso de polirritmos por parte de Brahms, esta vez emparejando tres notas contra cuatro.

### Variación 22
El ambiente ligero de la variación anterior continúa en la Variación 22. A menudo denominada variación de "caja de música" debido a la regularidad de su ritmo, subrayada particularmente por un bajo zumbido, la Variación 22 alude a la musette barroca, un suave aire pastoral imitando la música sonora de una gaita o musette. Permanece en los registros altos, consistentemente por encima del tema de Händel.

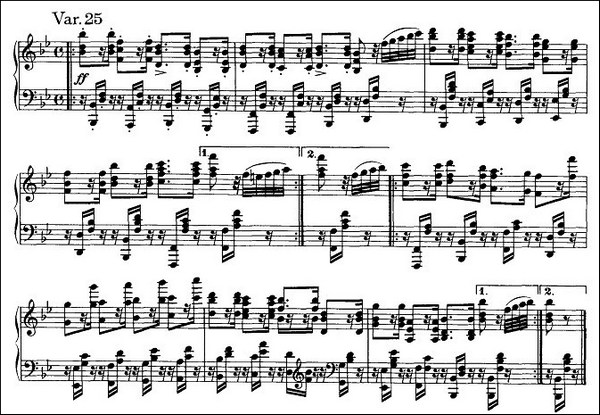
Händel Var Var25

El ambiente ligero prepara el camino para la sección culminante y final que, en palabras de Tovey, aparece "surgiendo enérgicamente de la oscuridad".

### Variación 23
En la Variación 23 comienza el ascenso hacia un clímax final. Está claramente emparejada con la siguiente Variación 24, que continúa su patrón pero de una manera más apresurada y urgente.

### Variación 24
En preparación para la variación final culminante, la Variación 24 intensifica la emoción, reemplazando los tresillos de la Variación 23 con masas de semicorcheas. Claramente inspirada en la anterior, es otro ejemplo del uso que hace Brahms de la "variación de la variación".

### Variación 25
Una obra maestra exultante, la Variación 25 finaliza las variaciones y conduce a la fuga final. Al igual que el Aria de las Variaciones Goldberg, su gran parecido con la Variación 1 une el conjunto, ya que ambas cuentan con una mano izquierda que llena las pausas de la derecha.

### Fuga
La poderosa fuga final lleva las variaciones a un final culminante. Su tema, repetido muchas veces de principio a fin, deriva del comienzo del tema de Händel. En su nivel más microscópico, el tema proviene únicamente de la segunda mayor ascendente de los dos primeros tiempos en la voz superior del tema de Händel. La segunda ascendente se establece dos veces en semicorcheas y se repite nuevamente en una tercera mayor más alta. La siguiente línea melódica del segundo compás se asemeja al segundo compás del tema de Händel en su trayectoria general (el tema de Brahms también es sorprendentemente similar al tema de la Fuga VI de los Seis Preludios y Fugas de Felix Mendelssohn, Op. 35, también en si ♭ mayor). Julian Littlewood observa que la fuga tiene "un denso argumento contrapuntístico que recuerda a Bach más que a Händel". Denis Matthews añade que "recuerda más a una de las grandes fugas para órgano de Bach que a cualquier otra de El clave bien temperado, con inversiones, aumentos y doble contrapunto y una gran peroración sobre una punta de pedal dominante oscilante".  A pesar de su magnitud, sugiere Littlewood, la fuga evita la separación del resto del conjunto por su textura comparable. "De esta manera crea sistemáticamente una red de vínculos entre el pasado y el presente, logrando una síntesis en lugar de utilizar citas o parodias". Michael Musgrave en La música de Brahms escribe:
  "Brahms lleva su tema derivado a relaciones contrapuntísticas que involucran disminución, aumento, stretto, construyendo hasta la peroración final a través de un largo pedal dominante con dos ideas distintas. Pero el pianismo es un parte de la concepción, y en este, el ejemplo más complejo del estilo virtuoso de Brahms, los espacios característicos en terceras, sextas y amplios intervalos entre las manos se emplean como nunca antes. De hecho esto sirve para crear los grandes contrastes dentro la fuga, que trasciende de un movimiento fuga tradicional para crear un conjunto adicional de variaciones, en las que muchas de las texturas anteriores se recuerdan en el contexto del tema fugado igualmente transformado." 

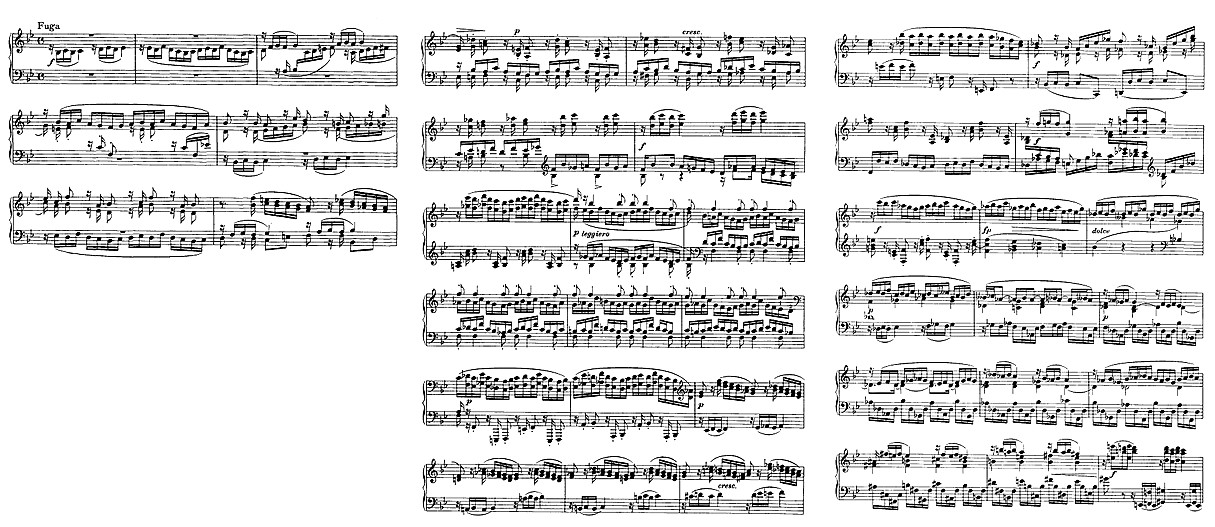
Händel Var Fuga pt1

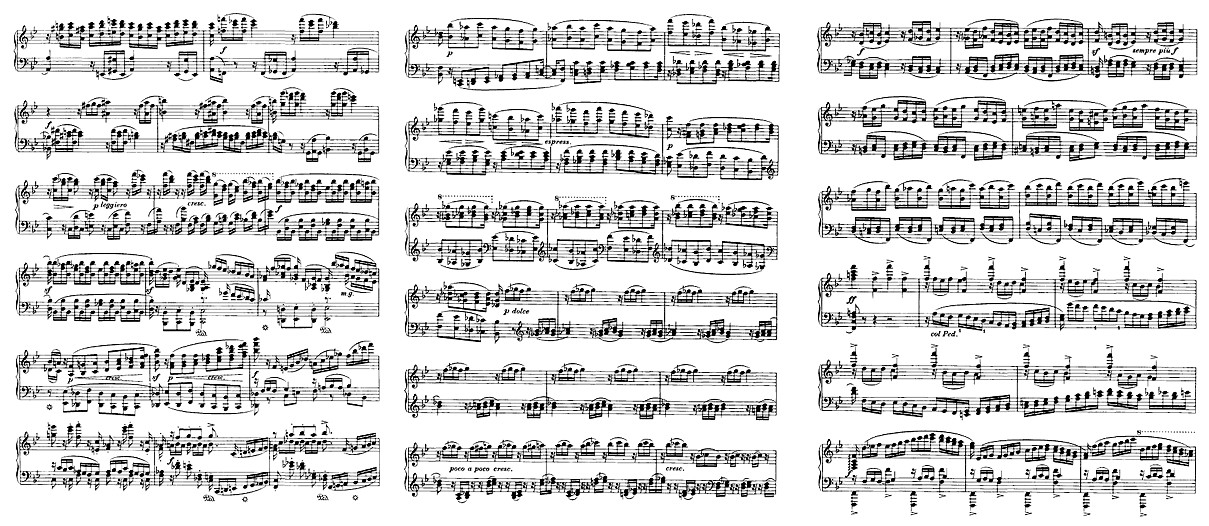
Händel Var Fuga pt2

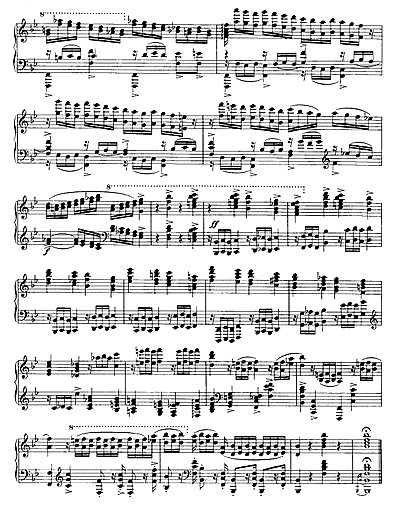
Händel Var Fuga pt3

## Discografía seleccionada
- Concierto para piano n.1 op 15 en re - Variaciones y fuga sobre un tema de Haendel op 24 STEPHEN KOVACEVICH (piano) - DECCA (2013)
- Brahms - Variations for solo piano - GARRICK OHLSSON (piano) - Hyperion (2010)
- Andras Schiff solo piano music - Andras Schiff -WEA (2007)
- Witold Malcuzynski - The Polish master pianist - Witold Malcuzynski - WEA (2013)
- Jorge Bolet the romantic virtuoso - Jorge Bolet - DECCA (2010)
- Lubka Kolessa legacy (Registrazioni 1929-49) - Lubka Kolessa - DOREMI (2003)
- MOZART -  CIAIKOVSKI - BRAHMS (Reg. 1948) - MARIYA YÚDINA (piano) - Melodia (2008)
- BENNO MOISEIVITSCH plays Schumann & Brahms (Reg. 1954) - BENNO MOISEIVITSCH (piano) - Testament (2009)
- Johannes Brahms - Piano Variations - MICHAEL BORISKIN (piano) - BWS (1997)
- Variation - BENJAMIN HOCHMAN (piano) - AVIE RECORDS (2015)
- Brahms: Works for solo piano vol.1 - BARRY DOUGLAS (piano) - Chandos (2012)
- Perahia Brahms - MURRAY PERAHIA (piano) - SONY (2010)
- Brahms: Complete piano music - Varios intérpretes - DEUTSCHE GRAMMOPHON (2013)
- Brahms: Variation - OLGA KERN (piano) - Harmonia Mundi (2007)